# Titularbistum Lacubaza
Lacubaza ist ein Titularbistum der römisch-katholischen Kirche.
Es geht zurück auf einen untergegangenen Bischofssitz in der gleichnamigen antiken Stadt, die in der römischen Provinz Africa proconsularis (heute nördliches Tunesien) lag. Der Bischofssitz war der Kirchenprovinz Karthago zugeordnet.
| Titularbischöfe von Lacubaza |                             |                                                                                    |                   |                    |
| Nr.                          | Name                        | Amt                                                                                | von               | bis                |
| 1                            | James Patrick Shannon       | Weihbischof in Saint Paul and Minneapolis (USA)                                    | 8. Februar 1965   | 22. November 1968  |
| 2                            | Javier Azagra Labiano       | Weihbischof in Cartagena (Spanien)                                                 | 17. Juli 1970     | 23. September 1978 |
| 3                            | Robert Bell Clune           | Weihbischof in Toronto (Kanada)                                                    | 3. Mai 1979       | 6. September 2007  |
| 4                            | Hyacinth Oroko Egbebo MSP   | Weihbischof in Bomadi, seit 4. April 2009 Apostolischer Vikar von Bomadi (Nigeria) | 23. November 2007 | 21. September 2017 |
| 5                            | Jorge Ignacio García Cuerva | Weihbischof in Lomas de Zamora (Argentinien)                                       | 20. November 2017 | 3. Januar 2019     |
| 6                            | Salvador González Morales   | Weihbischof in Mexiko-Stadt (Mexiko)                                               | 16. Februar 2019  |                    |